# Grande Israele

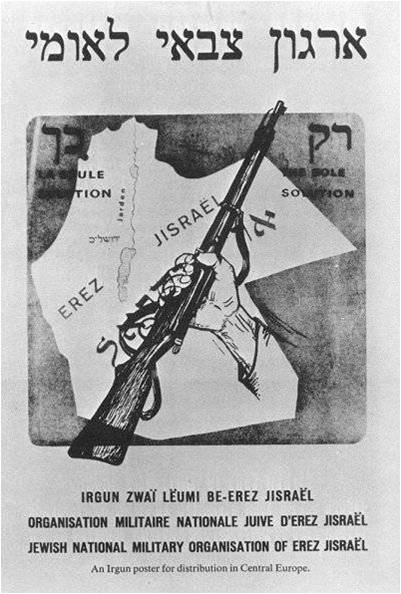
Poster propagandistico del 1931 dell'Irgun che mostra la Palestina mandataria e la Transgiordania come territorio della futura Erez Israel.

Il termine Grande Israele è un'espressione che ha assunto nel tempo diversi significati biblici e politici. Viene spesso utilizzata, in chiave irredentista, per riferirsi ai confini storici o auspicati di Israele.
Esistono due diversi usi principali del termine: 
- la prima definizione si riferisce più strettamente all'area riconosciuta a livello internazionale come parte dello Stato di Israele insieme ai territori illegalmente occupati delle alture di Golan, della Cisgiordania e della Striscia di Gaza;
- la una seconda definizione che si riferisce alla regione molto più ampia che si estende dal fiume Nilo all'Eufrate.

Nell'agosto 2025, il primo ministro israeliano Benjamin Netanyahu ha affermato di essere impegnato in una "missione storica e spirituale" e che sente un legame con la visione del Grande Israele.

## Dibattito attuale
Tuttavia, a causa della natura controversa del termine, viene utilizzato usualmente il termine Terra d'Israele. Il 14 settembre 2008 il primo ministro israeliano Ehud Olmert ha sottolineato:
Lo stesso territorio "dal fiume al mare" (dal Giordano al Mediterraneo), è rivendicato come Palestina da parte dell'OLP ed Hamas. L'attuale Stato di Palestina, riconoscendo Israele, rivendica per intero la Cisgiordania e la striscia di Gaza, che possono essere invece incluse nel Grande Israele dai sostenitori di quest'ultimo.

## La Terra Promessa
La mappa della Grande Israele deriva dalle definizioni nel libro della Genesi 15:18-21.
"Grande Israele" è occasionalmente riferito alla Terra Promessa (definita nel libro della Genesi 15:18-21) od alla Terra di Israele ed è anche chiamato "Completa Terra d'Israele" o "Tutta la Terra d'Israele" (in ebraico: ארץ ישראל השלמה, Eretz Yisrael Hashlemah). Si tratta di una più accurata traduzione di "Grande Israele" in inglese che però non ha alcuna reale contropartita in ebraico.
La Bibbia contiene tre definizioni geografiche della Terra d'Israele. La prima, che si trova nella Genesi 15:18-21, è vaga: descrive un ampio territorio "dal Nilo all'Eufrate", costituito da tutto l'attuale Israele, i territori palestinesi, il Libano, gran parte della Siria, la Giordania e parte dell'Egitto.
Le altre due definizioni si trovano in Numeri 34:1-15 ed in Ezechiele 47:13-20 e descrivono un territorio più piccolo.
In Ezechiele 47:22-23 viene espressamente descritto come questi territori debbano essere condivisi con gli stranieri che vivono all’interno di questi territori.
«22: Ne spartirete a sorte dei lotti d'eredità fra di voi e gli stranieri che soggiorneranno in mezzo a voi, i quali avranno generato dei figli fra di voi. Questi saranno per voi come nativi tra i figli d'Israele; tireranno a sorte con voi la loro parte d'eredità in mezzo alle tribù d'Israele. 
23: Nella tribù nella quale lo straniero soggiorna, là gli darete la sua parte»